# Heiko Szonn
Heiko Szonn (ur. 23 czerwca 1976 w Forst) – niemiecki kolarz torowy i szosowy, brązowy medalista torowych mistrzostw świata.

## Kariera
Największym sukcesem w karierze Heiko Szonna jest wywalczenie wspólnie z Danilo Hondo, Thorstenem Rundem i Guido Fulstem brązowego medalu w drużynowym wyścigu na dochodzenie podczas torowych mistrzostw świata w Manchesterze w 1996 roku. W tym samym roku brał w igrzyskach olimpijskich w Atlancie, gdzie zajął szóste miejsce w indywidualnym wyścigu na dochodzenie, a rywalizację drużynową wraz z kolegami zakończył na dziewiątej pozycji. Niemiec zdobył także srebrny medal mistrzostw świata juniorów w drużynowym wyścigu na dochodzenie w 1994 roku. Podczas Wyścigu Pokoju w 2002 roku w organizmie Szonna wykryto niedopuszczalne stężenie efedryny, wobec czego został on zdyskwalifikowany. W 2003 roku zakończył karierę.